# 12927 Піноккіо
12927 Піноккіо (12927 Pinocchio) — астероїд головного поясу, відкритий 30 вересня 1999 року.
Тіссеранів параметр щодо Юпітера — 3,574.